# Veit Sprenger

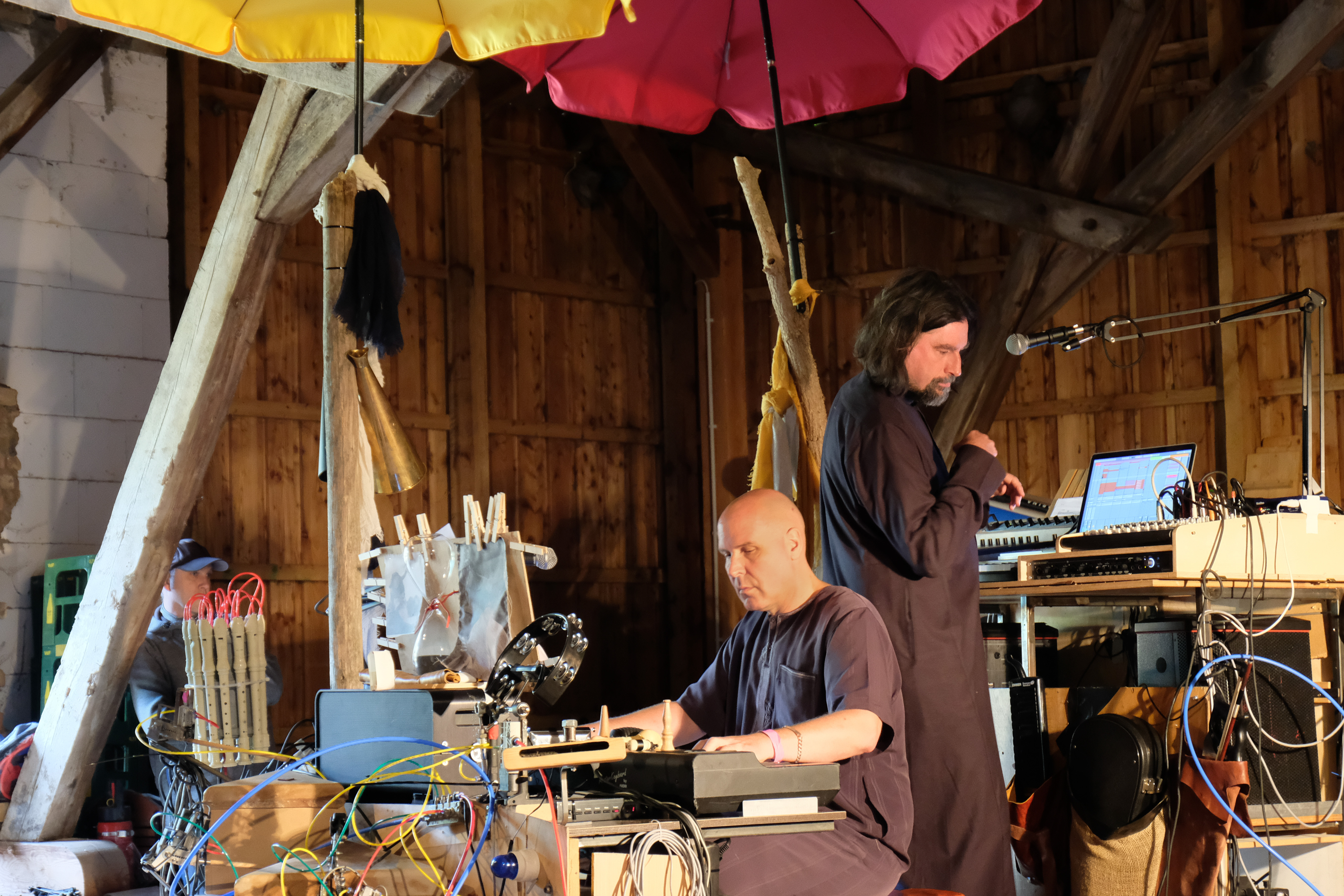
Veit Sprenger (rechts) mit Thies Mynther während einer Performance (2021)

Veit Sprenger (* 1967) ist ein deutscher Theatermacher, Autor und Musiker. 

## Leben
Er ist Gründungsmitglied der Theatergruppe Showcase Beat Le Mot, mit der er seit 1998 international Theaterstücke, Performances, Kunstaktionen und Musikvideos produziert. Er gilt als eine der Schlüsselfiguren der so genannten Gießener Schule, die durch die Einführung einer Band-Struktur in den Theaterbetrieb, durch Arbeit in wechselnden Formationen und Personenkonstellationen und durch die Einbeziehung popkultureller Mittel eine Erweiterung des Theaterbegriffs propagiert. Er ist Initiator zahlreicher Theater- und Musikprojekte in Deutschland und Europa, lehrt unter anderem in Berlin, Hamburg und Oslo und hat 2005 sein Buch „Despoten auf der Bühne – Die Inszenierung von Macht und ihre Abstürze“ veröffentlicht. In den letzten Jahren hat er u. a. mit Showcase Beat Le Mot zunehmend auch dramatische Texte verfasst, so in den Stücken „alarm Hamburg Shanghai“, „Machineries of Joy“ und „Europiraten“, bzw. Fremdtexte inszeniert.

## Werke

### Theaterstücke und Performances
- Ragga Hotzenplotz (mit Showcase Beat Le Mot) – 2007
- Europiraten (mit SCBLM) – 2006
- alarm Hamburg Shanghai (mit SCBLM) – 2005
- Machineries of Joy (mit Erdrutsch Oberammergau) – 2005
- Märchen – Naive Fragen, komplexe Antworten (mit norton.commander.productions) – 2005
- Gommune (mit SCBLM) – 2004
- Duell (mit Sons of Liberty) – 2004
- Public Heaven Private Hell – 2004

### Publikationen
- The Fascist Prohibition of Laughter. Zagreb 2006
- Despoten auf der Bühne – Die Inszenierung von Macht und ihre Abstürze. Bielefeld 2005
- Postheroisches Kuratieren – Frankfurt a. M. 2004
- Krieger und Architekten. Hamburg 2002
- Die Schlacht um die Mitte. Frankfurt a. M. 2001
- Mannschaftsspieler (mit Kathrin Tiedemann). München 2000
- Der implodierende Solist. Berlin 2000
- Vertrashung des Trash. Marburg 2000

### Videos und Kurzfilme
- Infinite Justice (Animationsfilm, mit Karl Tebbe) – 2006
- ZOMBI (Musikvideo, mit Kante und SBLM) – 2004
- Hausdurchsuchung (DVD-Produktion) – 2004
- Die Summe der einzelnen Teile (Musikvideo, mit Kante und SBLM) – 2000

### Festivals (künstlerische Leitung, Organisation)
- Transpositionen – China nicht verstehen (mit Matthias Anton). Hamburg 2006
- alien park. Hamburger Lange Nacht der Museen 2004
- artgenda 2002 Hamburg – 4. Biennale für junge Kunst im Ostseeraum (mit Jan Holtmann)
- Permanent Testcard – Klimagipfel und Smog-Kongress (mit SCBLM). Berlin und Hamburg 2001